# БК Монтана 2003
БК „Монтана 2003“ е водещ български женски баскетболен клуб от град Монтана. Създаден е като баскетболна секция към ДФС Септемврийска слава.
Настоящ участник в Националната баскетболна лига (жени). Домакинските си мачове играе в зала „Младост“, която е с капацитет от 1000 места. Старши треньор на отбора е Стефан Михайлов, изпълнителен директор Петрана Петкова, а спортен директор – Славко Димитров. Отборът влиза за първи път в професионалната АРБГ през 1989 г. под името „Септемврийска слава“. Старши треньор на тогавашния отбор е Славко Димитров с помощник Благой Лазаров. Най-големите успехи на отбора са шампионските титли през 1995 г. (треньор Славко Димитров), 2000 г. (треньор Иван Лепичев), 2016 г., 2018 г. и 2019 г.(треньор Стефан Михайлов).
Отборът участва 4 пъти в купа „Лиляна Ронкети“ – 1995, 1999, 2000 и 2001 г., като през 2000 г. достига до 1/8 осминафинал срещу Динамо Киев (Украйна). В турнира през годините отборът среща тимове като „Панатинайкос“ (Гърция), „Динамо“ Киев (Украйна), ЗКК „Загреб“ (Хърватска), „Мишколц“ (Унгария), „Енергобаскет“ Донецк (Украйна), Акадимия Атина (Гърция).
Отборът на Монтана печели общо девет пъти Купата на България. През 2009 г. (треньор Славко Димитров) в Бургас, Монтана побеждава последователно домакините от „Лукойл Нефтохимик“ (Бургас) на полуфинал и „Дунав Еконт“ (Русе) на финал. Отборът печели и едноличните награди. Ивелина Вранчева е обявена за MVP, Вера Перостийска за най-добър борец, а Зоя Станоева за най-добър реализатор. „Монтана“ печели купата и през 2014 г. (треньор Николай Боруков) когато монтанки детронират тогавашния носител на Купата „Дунав 8806“ (Русе) в полуфинала, а на финала побеждават след продължение отбора на Хасково. Олена Самбурска (27 точки във финалния мач) от отбора на „Монтана“ взима приза за MVP и за най-добър реализатор на финалния турнир във Велико Търново. През 2016 г. в Стара Загора, „Монтана“ печели своята седма Купа на България. Този път отборът отива като фаворит на турнира, където на полуфинал побеждава „Хасково 2012“. На финала монтанки побеждават домакините от „Берое“ Стара Загора със 77:57. Следващата спечелена Купа на България е от 2018 г. Финалът се играе в новопостроената многофункционална спортна зала в град Перущица. Монтана 2003 побеждава „Берое“ Стара Загора след 76:65 на финала. Цветомира Шаренкапова е избрана за най-добър играч във финалния мач, отбелязвайки 26 точки, с успеваемост 4/4 от тройката. На 27 септември 2018 в зала Триадица (София), „Монтана 2003“ побеждава Берое Стара Загора в мача за Суперкупата на България със 73:71. Христина Иванова отбелязва последните 6 точки за отбора си.
Детско-юношеската школа на клуба дава национални състезателки в различните възрастови групи. Екипът на Монтана са обличали Соня Драгомирова, Евладия Славчева, Антоанела Цанкова, Марияна Гюрова, Лалка Хорозова, Кремена Рашкова, Росица Йорданова, Нина Хаджиянкова и други. БК „Монтана 2003“ е единствения женски баскетболен клуб в България, който от създаването си има представителен тим в първата професионална дивизия на страната.
Международно постижение на отбора през сезон 2016 – 2017 г. е достигането на 1/2 (финална четворка) на Адриатическата баскетболна лига.
През сезон 2017/2018 г. „Монтана 2003“ е домакин на финалната четворка на Адриатическата лига. Участват отборите на домакините от Монтана, Црвена Звезда (Белград), Будучност (Подгорица) и Цинкарна Целие (Целие). На полуфинал монтанчанки се изправят срещу класния отбор на „Будучност“, но губят драматично след 74:67. В ростера на Будучност се откроява името на Божица Муйович – национална състезателка на Черна Гора, която реализира 26 точки. На мача за 3/4 място, баскетболистките от Монтана се изправят срещу отбора на Црвена Звезда (Белград) и побеждават със 77:69 след силно първо полувреме и печелят първите бронзови медали за „Монтана 2003“ от международен турнир. Шампионки стават момичетата от отбора на „Будучност“ (Подгорица). Муйович е избрана и за MVP, и за най-добър реализатор на турнира. Цветомира Шаренкапова печели наградата за най-добър подавач на турнира (най-много асистенции, средно на мач).

## Кадри на клуба
- Димана Макариева
- Жанета Жельова
- Румяна Николовска
- Цветомила Петрова
- Цецка Ангелова
- Биляна Бранкова
- Доника Венкова
- Надя Тонова
- Анелия Силвестрова
- Цветелина Силвестрова
- Вероника Петкова
- Катрин Накова
- Ина Маркова
- Евгения Гергова
- Петя Димитрова
- Теодора Тодорова
- Христина Гераскова
- Дебора Филипова
- Михаела Кашанова
- Йоана Цветанова
- Йоана Иванова
- Симона Николова
- Габриела Ангелова
- Валентина Горанова
- Константина Какогиани

## Успехи
- Шампион (6): 1995, 2000, 2016, 2018, 2019, 2025
- Купа на България (10): 1995, 1997, 1998, 2000, 2009, 2014, 2016, 2018, 2019, 2025
- Суперкупа на България (3): 2017, 2018, 2019

## Състав
| №      | Играч              | Позиция | Рождена дата        | Ръст   |
| ------ | ------------------ | ------- | ------------------- | ------ |
| 1      | Виктория Стойчева  | PG      | 28 юли 1992 г.      | 165 cm |
| 3      | Изабела Рамона     | SF      | 23 януари 1994 г.   | 180 cm |
| 5      | Симона Стоянова    | SF      | 2 септември 2003 г. | 176 cm |
| 7      | Габриела Ангелова  | SG/SF   | 7 май 2002 г.       | 177 cm |
| 8      | Дебора Филипова    | SG      | 27 април 1997 г.    | 173 cm |
| 9      | Александра Петрова | PF/C    | 25 юли 1998 г.      | 190 cm |
| 11     | Евгения Нацкина    | SF/PF   | 2 ноември 1997 г.   | 182 cm |
| 13     | Габриела Николова  | SF/PF   | 1 юни 1997 г.       | 184 cm |
| 19     | Димана Макариева   | PF/C    | 4 април 1988 г.     | 190 cm |
| 21     | Йоана Иванова      | PF      | 1 октомври 2002 г.  | 178 cm |
| 23     | Снежана Алексич    | PG      | 14 януари 1989 г.   | 175 cm |
| 32     | Акийла Мейз        | C       | 18 януари 1996 г.   | 196 cm |
| 33     | Кристиана Борисова | SF      | 7 декември 2003 г.  | 177 cm |
| 55     | Христина Иванова   | SF/PF   | 13 май 1989 г.      | 186 cm |
| Средно | Средно             | Средно  | 23,6 години         | 181 cm |